# Aldeanueva de San Bartolomé
Aldeanueva de San Bartolomé település Spanyolországban, Toledo tartományban. Aldeanueva de San Bartolomé El Campillo de la Jara, La Estrella, Mohedas de la Jara és Villar del Pedroso községekkel határos. Lakosainak száma 413 fő (2024).

## Népesség
A település lakosságának változását az alábbi diagram mutatja:
| Lakosok száma | 578  | 527  | 522  | 524  | 504  | 473  | 452  | 427  | 416  | 413  |
|               | 2001 | 2004 | 2007 | 2009 | 2012 | 2014 | 2017 | 2019 | 2022 | 2024 |